# Лысняки
Лысняки (укр. Лисняки́) — село в Любомльской городской общине Ковельского района Волынской области Украины.
До 2020 года входило в Любомльский район.
Код КОАТУУ — 0723381703. Население по переписи 2001 года составляет 196 человек. Почтовый индекс — 44300. Телефонный код — 3377. Занимает площадь 0,7 км². Расстояние до областного центра — 125 км.